# ¡Helen Keller! El musical
«¡Helen Keller! El musical» («Helen Keller! The Musical» como título original) es el decimotercer episodio de la cuarta temporada de la serie animada de televisión South Park y el 61.º en general. También es el decimotercer episodio de la cuarta temporada por orden de producción, respectivamente. Se emitió originalmente en Estados Unidos el 22 de noviembre de 2000 en Comedy Central. En este episodio, los chicos tienen que organizar una «extravagancia del Día de acción de gracias», mejor que la de los niños del preescolar. Kief Davidson prestó su voz a los niños del preescolar.

## Trama
Los alumnos de cuarto grado están ensayando para la «Extravaganza del Día de acción de gracias», donde tienen que representar «La hacedora de milagros», la historia de Helen Keller, protagonizada por Timmy como Helen. Butters les cuenta que la obra de los niños de preescolar es la mejor que ha visto, y los demás niños se esfuerzan al máximo para mejorarla. Cartman acepta adaptar la obra a un musical, y finalmente Jeffrey Maynard, quien interpretó el papel principal en Los miserables para Denver Community Playhouse (razón por la cual canta sus diálogos), es contratado para ayudar. Los niños también deciden reemplazar el perro de Helen por un pavo, que también hará trucos para el público. Timmy ayuda a elegir el pavo, y escoge a uno discapacitado al que llama «Gobbles».
En el ensayo, Maynard trae a un pavo profesional llamado Alinicia, y su entrenador Lamond declara que no actuará con Gobbles y sugiere que lo maten. Cartman intenta matarlo con una luz del escenario, pero esta golpea y mata a Kenny por accidente. Finalmente, Lamond le dice a Timmy que el control de animales le quitará a Gobbles porque es discapacitado, y Timmy lo suelta a regañadientes. Cuando se da cuenta de que lo han engañado, Timmy sale a rescatar a Gobbles, quien ha sido encontrado en un matadero y ahora es perseguido por Jimbo y sus amigos cazadores. En ausencia de Timmy, Maynard se convierte en Helen Keller y sorprende a todos cantando canciones improvisadas para expresar los pensamientos de Helen, para gran disgusto de Cartman. Además, tras escuchar que la obra de los niños de preescolar incluso incluye pirotecnia, Cartman introduce espectáculos de láser, coreografía y efectos de agua en el espectáculo de los niños de cuarto grado, que culmina con Alinicia saltando a través de un aro de fuego. Gobbles sobrevive al matadero gracias a su cuello flácido, lo que significa que no es decapitado junto con los pavos sanos, pero posteriormente es encontrado por Jimbo y Ned, quienes le disparan antes de que Timmy llegue justo a tiempo para interceptar la bala. Timmy sobrevive, pero Jimbo, culpable, le pregunta si hay alguna manera de compensarlo.
Timmy, Gobbles, Jimbo, Ned y el resto de sus amigos cazadores van a la Extravagancia y le disparan a Alinicia, matándola para horror de Lamond. Mientras Timmy vitorea, llegan Cartman y Kyle. Cartman anuncia que están listos para Alinicia, pero entonces ve su cuerpo ensangrentado y comienza a maldecir a los cazadores por arruinar el final, pero Kyle dirige la atención de todos hacia Gobbles, quien sube al escenario y salta a través del anillo de fuego durante el gran final, y el público, siguiendo el ejemplo de la directora Victoria, que estaba drogada, le da una ovación de pie. Al final, se demuestra que la obra de los niños de preescolar es solo una canción con la melodía de «El viejo MacDonald tenía una granja» sobre el primer Día de acción de gracias, que termina con ellos disparando un pequeño cañón de confeti (Butters lo interpretó como efectos especiales) que asusta a un niño y lo hace huir del escenario, trayendo un caballo de utilería. La función dura menos de un minuto. Los alumnos de cuarto grado se desilusionan porque al escuchar a Butters, «se habían esforzado mucho para eso» («eso» es la obra de los niños del jardín de infantes), y rápidamente se enojan con Butters, porque resulta que, en realidad, a Butters simplemente le gustó la obra y la declaró increíble.